# Trogloneta paradoxa
Espèce
Trogloneta paradoxa est une espèce d'araignées aranéomorphes de la famille des Mysmenidae.

## Distribution
Cette espèce se rencontre au Canada en Alberta et en Colombie-Britannique et aux États-Unis en Oregon, en Californie et en Utah,.

## Description
Le mâle holotype mesure 0,95 mm et la femelle paratype 1 mm.

## Publication originale
- Gertsch, 1960 : Descriptions of American spiders of the family Symphytognathidae. American Museum novitates, no 1981, p. 1-40 (texte intégral).